# China (Kagoshima)
Pour les articles homonymes, voir China.
China (知名町, China-chō) est un bourg du district d'Ōshima, dans la préfecture de Kagoshima, au Japon. Il est situé sur la partie méridionale de l'île d'Okinoerabu.

## Géographie

### Démographie
Au 1er novembre 2014, la population de China s'élevait à 6 402 habitants répartis sur une superficie de 53,31 km2.

### Climat
| Mois                                             | jan.      | fév.      | mars      | avril     | mai       | juin      | jui.      | août      | sep.      | oct.      | nov.      | déc.      | année     |
| ------------------------------------------------ | --------- | --------- | --------- | --------- | --------- | --------- | --------- | --------- | --------- | --------- | --------- | --------- | --------- |
| Température minimale moyenne (°C)                | 14,2      | 14,3      | 15,8      | 18,2      | 21        | 24        | 26,4      | 26,5      | 25,5      | 23,1      | 19,9      | 16,1      | 20,4      |
| Température moyenne (°C)                         | 16,5      | 16,6      | 18,2      | 20,5      | 23,1      | 25,9      | 28,5      | 28,6      | 27,6      | 25,1      | 21,9      | 18,4      | 22,6      |
| Température maximale moyenne (°C)                | 18,8      | 19,1      | 20,8      | 23        | 25,7      | 28,6      | 31,3      | 31,3      | 30,2      | 27,5      | 24,2      | 20,6      | 25,1      |
| Record de froid (°C) date du record              | 4,7 2016  | 6,1 1987  | 5,2 2005  | 10,2 1974 | 14,1 2007 | 17,5 1969 | 20,5 1982 | 22 2021   | 19,2 1972 | 16,2 1976 | 12,6 1992 | 7,8 2005  | 4,7 2016  |
| Record de chaleur (°C) date du record            | 25,5 2008 | 27,4 2009 | 28,5 1973 | 29,8 1991 | 31,7 1985 | 33,9 1991 | 34,9 1980 | 34,4 2009 | 33,8 1983 | 31,8 2013 | 31,5 1972 | 27,1 2018 | 34,9 1980 |
| Ensoleillement (h)                               | 83,6      | 87,3      | 118,8     | 136,4     | 149,8     | 164,9     | 271,1     | 252,6     | 209,3     | 169,6     | 122       | 92,4      | 1 861,6   |
| Précipitations (mm)                              | 91,5      | 93        | 141,7     | 146,4     | 196,9     | 317,7     | 144,7     | 175,8     | 176,9     | 172,4     | 107,8     | 91,9      | 1 856,7   |
| Nombre de jours avec précipitations              | 10,9      | 10,1      | 10,9      | 10,6      | 11,6      | 12,5      | 6,6       | 8,9       | 10,2      | 8,4       | 7,8       | 9,7       | 118,1     |
| dont nombre de jours avec précipitations ≥ 10 mm | 3,1       | 3,1       | 4,8       | 4,9       | 5,5       | 7,3       | 3,1       | 3,6       | 3,9       | 3,6       | 3,4       | 2,7       | 49        |
| Humidité relative (%)                            | 66        | 68        | 71        | 76        | 81        | 88        | 83        | 81        | 78        | 73        | 69        | 66        | 75        |

| Diagramme climatique                                  |            |               |             |             |             |               |               |               |               |               |              |
| J                                                     | F          | M             | A           | M           | J           | J             | A             | S             | O             | N             | D            |
| 18,814,291,5                                          | 19,114,393 | 20,815,8141,7 | 2318,2146,4 | 25,721196,9 | 28,624317,7 | 31,326,4144,7 | 31,326,5175,8 | 30,225,5176,9 | 27,523,1172,4 | 24,219,9107,8 | 20,616,191,9 |
| Moyennes : • Temp. maxi et mini °C • Précipitation mm |            |               |             |             |             |               |               |               |               |               |              |